# Gino Infantino
Gino Infantino, né le 19 mai 2003 à Rosario en Argentine, est un footballeur argentin qui évolue au poste de Milieu de terrain à Al-Aïn FC, en prêt de l’ACF Fiorentina.

## Biographie

### En club
Né à Rosario en Argentine, Gino Infantino joue notamment au Renato Cesarini pendant six ans. Il fait ensuite un essai de quinze jours au Real Madrid à  l'âge de neuf ans avant de retourner dans son pays natal, où il rejoint l'ADIUR, un club local. Plus tard, il tente une nouvelle expérience en Europe, au Villarreal CF pendant quelques jours, mais il retourne finalement en Argentine pour poursuivre sa formation au Rosario Central. 
Il joue son premier match en professionnel avec ce club, le 13 novembre 2020, face au CA Banfield. Il entre en jeu lors de cette rencontre perdue par son équipe sur le score de quatre buts à deux.
Il inscrit ses deux premiers buts en professionnel le 8 octobre 2021, à l'occasion d'une rencontre de championnat contre l'Estudiantes de La Plata. Il est titularisé mais ne peut donner la victoire à son équipe malgré ses deux buts (2-2 score final),.
Le 20 mai 2021, Infantino fait sa première apparition en Copa Sudamericana face au CD Huachipato. Il entre en jeu et son équipe s'impose par cinq buts à zéro.
Le 21 janvier 2022, il prolonge son contrat avec Rosario Central jusqu'en décembre 2023.
Le 3 août 2023, Gino Infantino prend la direction de l'Italie afin de s'engager en faveur de l'ACF Fiorentina. Il signe un contrat courant jusqu'en juin 2028.

### En sélection
Gino Infantino représente notamment l'équipe d'Argentine des moins de 20 ans, jouant son premier match en mars 2022.